# Geneva (Illinois)
Geneva város az USA Illinois államában, Kane megyében, melynek megyeszékhelye is. Lakosainak száma 21 393 fő (2020. április 1.).

## Népesség
A település népességének változása:
| Lakosok száma | 997  | 21 495 | 21 393 |
|               | 1860 | 2010   | 2020   |